# عربیه (استان رومی)
عربیا پترایئا (به لاتین: Arabia Petraea) و یا استان عربی (به لاتین: Provincia Arabia) که به عربی «العربیة البترائیة» نامیده می‌شود، یک استان مرزی امپراتوری روم بود که در سال ۱۰۶ میلادی توسط امپراتور ترایانوس ایجاد شد و شامل پادشاهی سابق نبطی‌های اردن، شام جنوبی، شبه‌جزیره سینا و شمال‌غربی شبه‌جزیره عربستان بود. پایتخت آن شهر پترا بود. این استان از شمال به سوریه (استان روم)، از غرب به یهودیه و مصر، و از جنوب و شرق نیز به صحرای عرب و عربیا فلیکس محدود می‌شد.
این قلمرو همچون استان‌های ارمنستان، آشوریه، و بین‌النهرین توسط امپراتور ترایانوس به امپراتوری روم منضم شد، با این تفاوت که برخلاف آن‌ها تا مدت‌ها بعد از مرگ ترایانوس نیز برجای ماند؛ و مرزهای صحرایی آن را لیمس عربیکوس به معنای «خطوط مرزی عربی» می‌نامیدند. امپراتور فیلیپ عرب در این استان زاده شد، کسی که در حدود ۲۰۴ میلادی متولد شد. استان عربیه به‌عنوان یک استان مرزی، شامل صحرایی مملو از قبایل عرب و همسایه‌ی سرزمین‌های حاشیه‌ای پارت‌ها بود.
با اینکه این استان مورد یورش‌های همیشگی اشکانیان و پالمیرا قرار داشت ولی همچون دیگر استان‌های مرزی روم — از جمله ژرمانیا و آفریقای شمالی — شاهد یورش‌های مکرر نبود، و نیز به اندازهٔ دیگر استان‌های شرقی روم که بیشتر هلنیزه (یونانی) شده بودند از فرهنگی ریشه‌دار برخوردار نبود.

## تصرف رومیان
پیش از تسلط رومیان در سال ۱۰۶، رابل دوم از سال ۷۰ میلادی بر این منطقه حکومت می‌کرد که آخرین پادشاه نبطه بود. با مرگ وی، لژیون سوم سیرنائیک روم از مصر به سمت شمال یعنی پترا راه افتاد و در همان حال لژیون ششم فراتا که در سوریه مستقر بود، به‌سمت جنوب راه افتاد تا بصری را اشغال کند. تصرف پادشاهی نبطی‌ها و انضمام آن به روم را می‌توان امری اتفاقی دانست، اقدامی که توسط ترایانوس انجام شد تا کنترل روم بر منطقه را تقویت کند، پیش از اینکه امپراتور مشغول طرح‌های نظامی خود برای سرزمین‌های ماورای فرات و به‌خصوص بین النهرین شود.
شواهدی دال بر هرگونه بهانه و مستمسک برای این انضمام وجود ندارند: رابل دوم، یک وارث به نام اوبوداس داشت و به‌رغم وجود درگیری کوچک نظامی (از روی این حقیقت که ترایانوس لقب Arabicus «به معنای فاتح عربیه» را به خود اختصاص نداد) به‌نظر می‌آید که یک شکست کافی برای تحقیر نبطی‌ها در کار بوده باشد. به‌استثنای برخی یگان‌های گارد سلطنتی نبطی‌ها، به‌نظر می‌رسد مقاومتی قوی در کار نبوده‌است؛ چراکه حقیقت نشان داد برخی نظامیان نبطی، مدتی کوتاه بعد از اشغال رومیان، به عنوان نیروهای کمکی در ارتش روم خدمت کردند.
تصرف عربیه تا تکمیل جادهٔ ویا ترایانا نوا رسماً جشن گرفته نشد. این جاده مرکز استان را از بصری تا عقبه امتداد داد. تا پیش از اتمام طرح جاده، انضمام عربیه به عنوان یک استان رومی جشن گرفته نشد تا اینکه سکه‌هایی پدیدار شدند که تصرف عربیه را جشن گرفتند، سکّه‌هایی که سردیس ترایانوس را بر روی خود و تصویر یک شتر را بر پشت خود نشان می‌دادند. این سکه‌ها تا ۱۱۵ میلادی ضرب می‌شدند، یعنی تا هنگامی‌که تمرکز امپراتوری روم معطوف به نقاط شرقی‌تر شد (نگاه کنید به لشکرکشی تراژان به ایران).